# Stephen Malkmus and the Jicks
Stephen Malkmus and the Jicks ist eine US-amerikanische Rockband aus Portland, die aus Stephen Malkmus, Mike Clark, Joanna Bolme und Jake Morris besteht und 2000 gegründet wurde. Frontmann Malkmus war zuvor Songwriter, Sänger und Gitarrist bei Pavement, einer der einflussreichsten Indie-Rock-Gruppen der 1990er Jahre.

## Geschichte

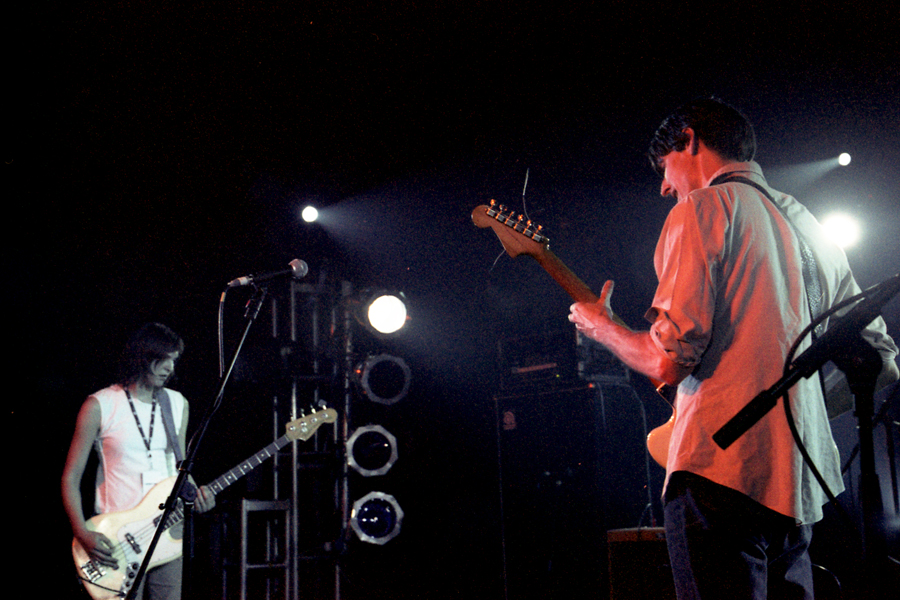
Stephen Malkmus und Joanna Bolme 2004 auf dem All Tomorrow’s Parties Festival Weekend 2

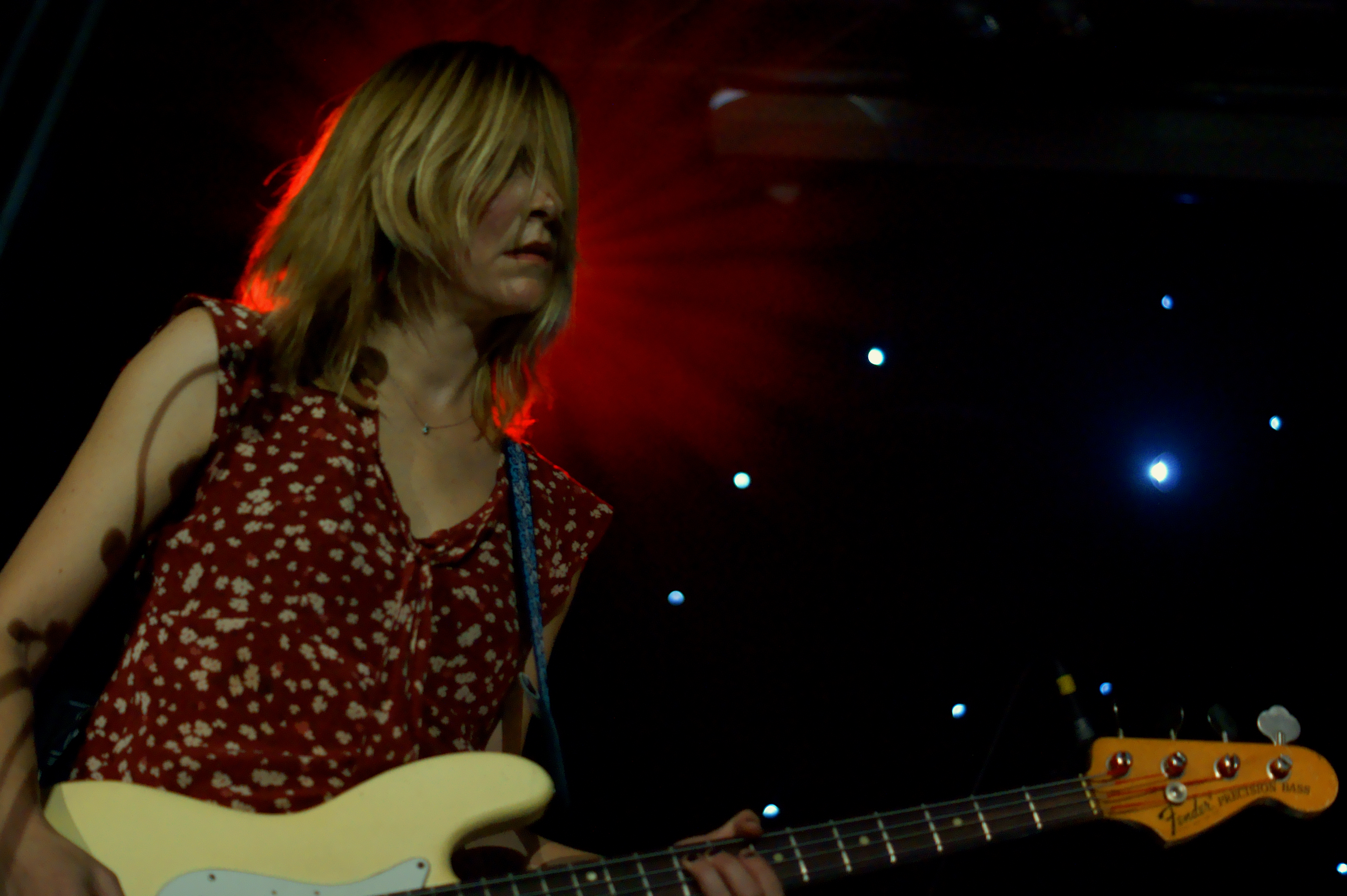
Joanna Bolme mit den Jicks beim Constellations Festival in Leeds 2011

Nachdem sich Pavement am 20. November 1999 aufgelöst hatte, gründete Malkmus die Jicks, indem er Joanna Bolme, Mike Clark und John Moen engagierte. Justine Frischmann von Elastica war als Gitarristin im Gespräch, konnte jedoch nicht rechtzeitig an den Bandaktivitäten teilnehmen.
Ursprünglich wollte Malkmus die Bands The Jicks nennen, das Musiklabel Matador Records setzte sich allerdings mit Stephen Malkmus and the Jicks durch. (Das Debütalbum und Faith the Truth verschweigen sogar den Bandnamen und nennen als Bandnamen nur Stephen Malkmus, obwohl alle Bandmitglieder bei den Aufnahmen mitgespielt haben.) Das erste Album der Band erschien am 13. Februar 2001 und trägt den schlichten Titel Stephen Malkmus. Einige der Songs schrieb Malkmus noch während seiner Zeit bei Pavement.
Das zweite Album heißt Pig Lib und erschien 2003. Die Songs sind länger, muten psychedelisch an und enthalten ausgedehnte komplexe Gitarrensoli.
Die Jicks spielten im selben Jahr als Vorband für Radiohead auf deren USA-Tour.
Das All Tomorrow's Parties (Festival) "The Director's Cut Weekend Two" vom 2. bis 4. April 2004 wurde von Stephen Malkmus and the Jicks und Sonic Youth kuratiert.
Das dritte Album Face the Truth erschien 2005.
Nachdem John Moen 2006 anfing, hauptberuflich bei den Decemberists zu spielen, stieg Janet Weiss (Quasi, Sleater-Kinney) bei den Jicks ein.
Das vierte Album namens Real Emotional Trash erschien am 4. März 2008 und wurde sehr positiv aufgenommen.
Joanna Bolme hatte 2011 einen Gastauftritt in der Comedy-Serie Portlandia als Ehefrau des Bürgermeisters von Portland (Ep. 4/1).
Das fünfte Album der Jicks Mirror Traffic erschien am 23. August 2011, das von Beck Hansen produziert wurde. Kurz vor dessen Erscheinen stieg Janet Weiss aus und Jake Morris von der Portlander Band The Joggers trat an ihre Stelle.

## Diskografie
Weitere Werke von Stephen Malkmus sind unter Stephen Malkmus (Diskografie) aufgelistet.

### Alben
| Jahr | Titel                | Höchstplatzierung, Gesamtwochen, AuszeichnungChartplatzierungen (Jahr, Titel, Platzierungen, Wochen, Auszeichnungen, Anmerkungen) | Höchstplatzierung, Gesamtwochen, AuszeichnungChartplatzierungen (Jahr, Titel, Platzierungen, Wochen, Auszeichnungen, Anmerkungen) | Höchstplatzierung, Gesamtwochen, AuszeichnungChartplatzierungen (Jahr, Titel, Platzierungen, Wochen, Auszeichnungen, Anmerkungen) | Anmerkungen |
| Jahr | Titel                | DE | UK | US | Anmerkungen |
| ---- | -------------------- | --- | --- | --- | ----------- |
| 2001 | Stephen Malkmus      | — | — | US124 (2 Wo.)US |             |
| 2003 | Pig Lib              | — | UK63 (1 Wo.)UK | US97 (2 Wo.)US |             |
| 2005 | Face the Truth       | — | — | US118 (1 Wo.)US |             |
| 2008 | Real Emotional Trash | — | — | US64 (4 Wo.)US |             |
| 2011 | Mirror Traffic       | DE99 (1 Wo.)DE | UK69 (1 Wo.)UK | US43 (2 Wo.)US |             |
| 2014 | Wig Out at Jagbags   | — | UK86 (1 Wo.)UK | US40 (2 Wo.)US |             |
| 2018 | Sparkle Hard         | DE71 (1 Wo.)DE | UK64 (1 Wo.)UK | US174 (1 Wo.)US |             |

### EPs
- 2001: Jenny and the Ess-Dog
- 2001: Phantasies
- 2003: Dark Wave
- 2005: Baby C’mon
- 2006: Kindling For The Master
- 2008: Cold Son
- 2009: Daytrotter Session

### Singles
- 2001: Discretion Grove
- 2001: Jenny & the Ess-Dog
- 2001: Jo Jo’s Jacket
- 2001: Phantasies
- 2008: Baltimore
- 2008: Gardenia
- 2008: Cold Son
- 2011: Senator
- 2011: Tigers
- 2018: Middle America
- 2018: Shiggy
- 2018: Refute (feat. Kim Gordon)

### Kompilationsbeiträge
- Colonel Jeffrey Pumpernickel (2001) mit dem Song Blue Rash Intact (Quarantines - Hallucinations Due To Severe Allergies)
- Matador At Fifteen (2004) mit den Songs Church On White und It Kills (Live)